# Meridiastra medius
Meridiastra medius är en sjöstjärneart som först beskrevs av O'Loughlin, Waters och Roger Roy 2003.  Meridiastra medius ingår i släktet Meridiastra och familjen Asterinidae. Inga underarter finns listade.